# Denticucullus pygmina
Denticucullus pygmina là một loài bướm đêm trong họ Noctuidae.

## Hình ảnh

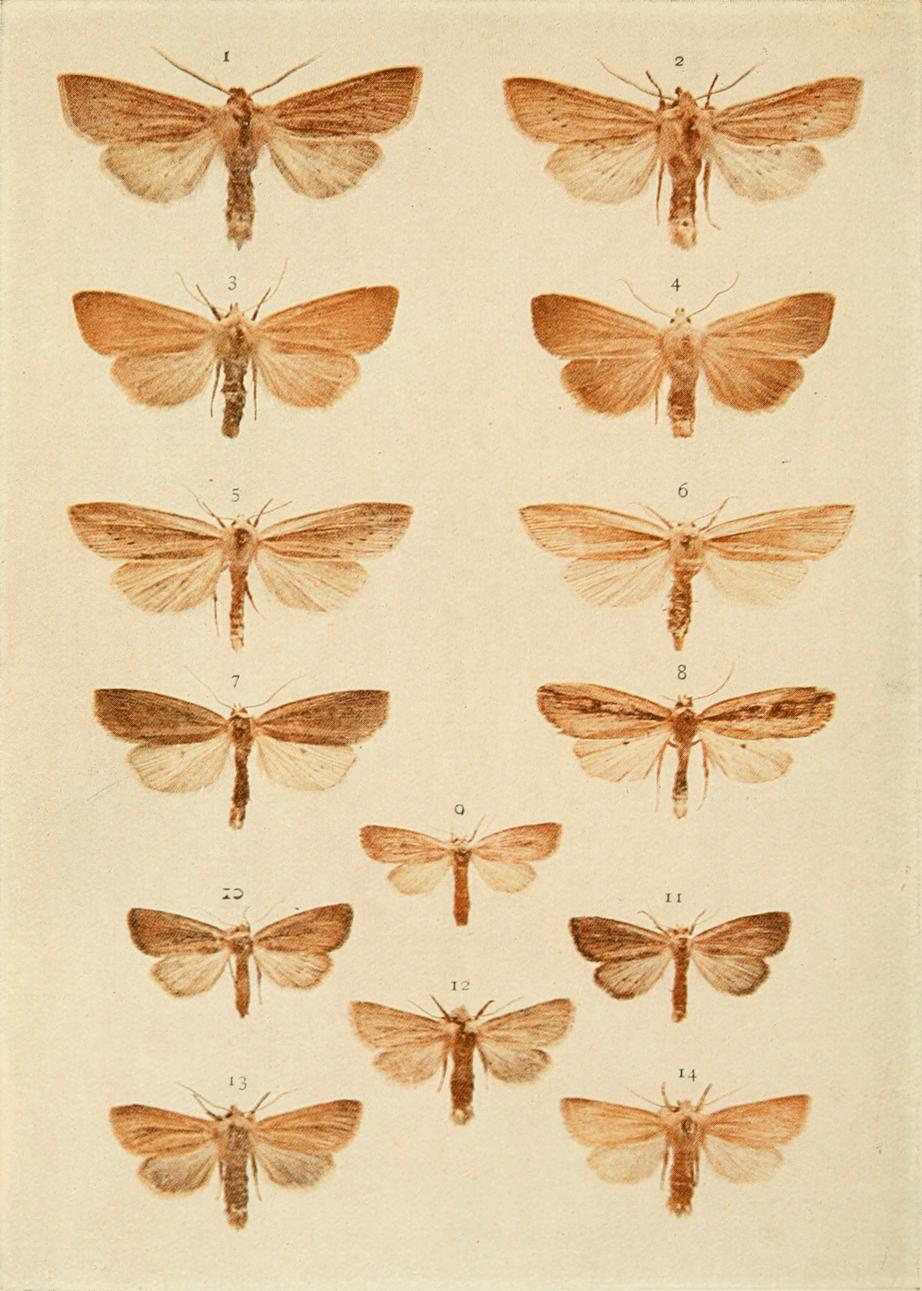